# Zhou Li
Zhou li (chiń. upr. 周礼; chiń. trad. 周禮; pinyin Zhōulǐ; dosł. Rytuały Zhou lub Obyczaje Zhou) – jeden z klasycznych tekstów konfucjańskich, pochodzący z czasów wczesnej dynastii Han, ale antydatowany jako wcześniejszy. 
Pierwotnie zwane Zhou guan. Wraz z Liji (Księgą Rytuałów) i Yili (Etykietą i rytuałami) były określane jako trzy „księgi rytualne” chińskiej literatury.
Tekst zawiera opis rytuałów i reguł rządzących życiem za czasów wczesnej dynastii Zhou, w tym bardzo szczegółowe wykazy urzędów, tytułów, obrzędów itp. W rzeczywistości odnosi się raczej do okresu Królestw Walczących, a część materiału została dodana prawdopodobnie za czasów dynastii Han. Opis ten ma charakter wyidealizowanej utopii; miał go znaleźć sam Wang Mang, który w czasie swej uzurpacji próbował odtwarzać antyczne wzory rządów.
Tradycja przypisywała autorstwo Obyczajów Zhou księciu Zhou, regentowi i opiekunowi króla Wu, ok. 1000 r. p.n.e. Od czasów songowskich przypisywano redakcję tekstu Liu Xinowi, związanemu ze szkołą „starych tekstów”. W XIX w. Kang Youwei usiłował udowodnić, że „stare teksty” są fałszerstwem Liu Xina, napisanym dla celów politycznych, jako ideologiczna podstawa rządów Wang Manga. Obecnie uważa się, że dzieło to pochodzi z okresu pre-hanowskiego lub wczesnohanowskiego.
Nie został zaliczony do Pięcioksięgu konfucjańskiego, ale był uznawany za księgę klasyczną i był bardzo wpływowy. M.in. powoływał się nań Wang Anshi, konstruując swój program reform.